# 陸潤庠
陸潤庠（1841年—1915年9月26日），字凤石，号云洒，江苏省苏州府元和县（民国废并入吴县，今江苏省苏州市）人，清末民初政治人物。同治十三年（1874年）甲戌科状元。

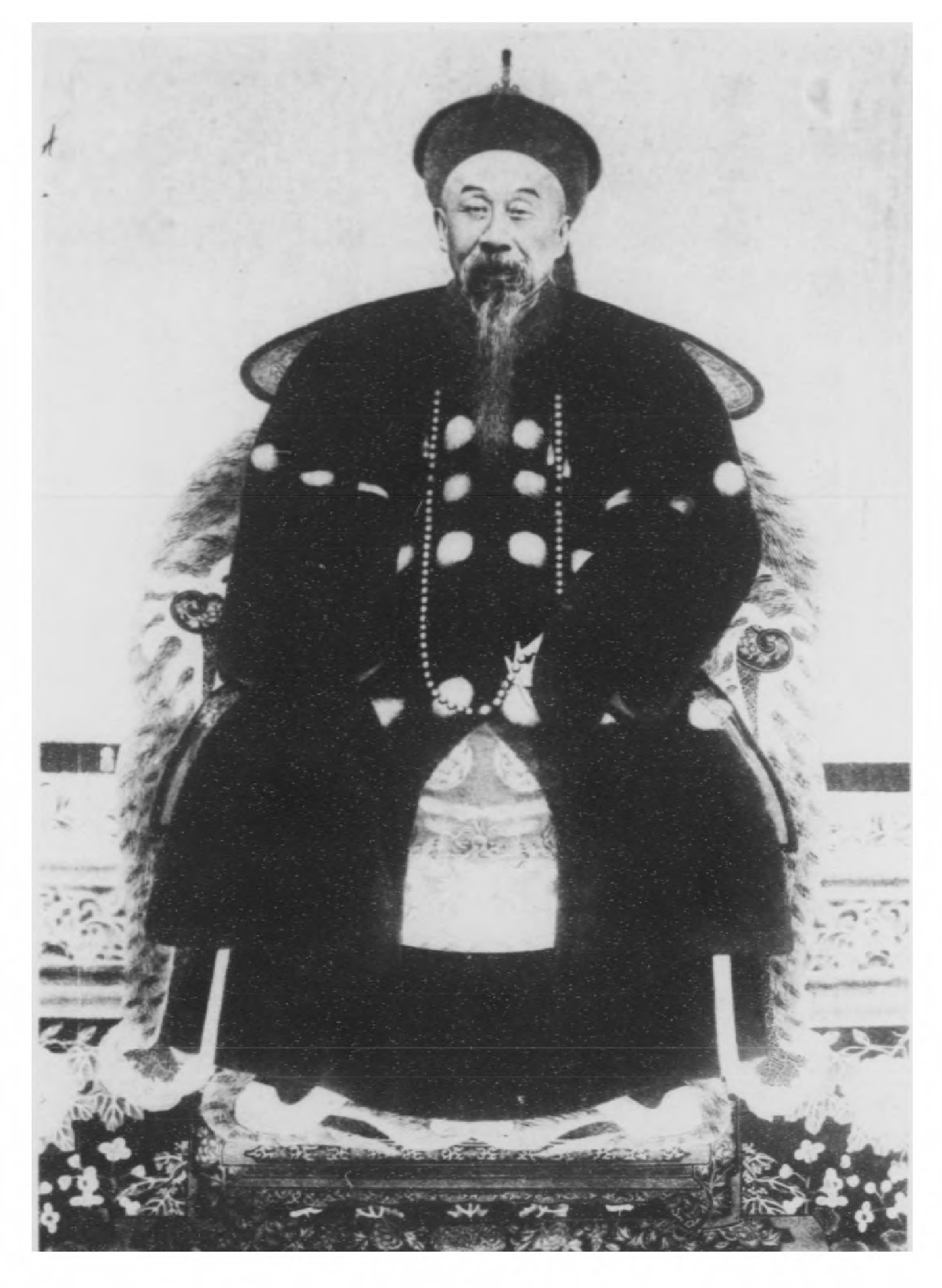

## 生平
陆润庠生于道光二十一年辛丑五月初四日（1841年），父早逝，家窮，上有二姊，下有三妹，全靠寡母做針線度日，咸豐十年庚申（1860年）元和縣庠生，同治九年(1870年）选为丁卯庚午元和县学优贡生，朝考第一等第六名录用为知县。清同治十二年（1873年）考中癸酉科顺天府乡试举人。
同治十三年（1874年），陆润庠甲戌科状元，授翰林院修撰，掌修国史。光绪十一年(1885年）出任山东学政。光绪十二年，丁父忧南归。光绪十五年回京，光绪十八年迁国子监祭酒。
光绪二十年（1894年）母病南归，翌年丁母忧，总办苏州商务，光绪二十二年、二十三年创办苏州苏纶纱厂、苏经丝厂。光绪二十四年（1898年）回京，次年任内阁学士，兼礼部侍郎。光绪二十六年（1900年）六月，八国联军事起，將僅存六十四册《永樂大典》運回府中保存。随慈禧太后西行途中，代言草制。翌年升都察院左都御史。光绪三十一年任工部尚书。翌年实行新政，任厘订官制大臣。光绪三十三年任吏部尚书。宣统年间擔任溥儀的師傅。宣统元年（1909年）授体仁阁大学士等，又任命为实录馆正总裁、实录馆稿本总裁，负责编纂《德宗景皇帝实录》（光绪帝实录）。宣统二年（1910年）任东阁大学士。宣统三年（1911年）皇族内阁成立，任弼德院院长。
民國成立，陆润庠忠于清室。1912年民国成立之初，陆润庠等前清遗老避居青岛。当过两朝帝师，与劳乃宣、吕海寰、周馥、赵尔巽、张人骏、刘云樵、李惺园、童次山、王石坞等十人组织“十老会”。民国四年八月十八日（1915年9月26日）逝世。諡文端，追赠为太傅。次子陆宗振扶柩归葬于浙江吴兴骑龙山祖茔旁，墓志铭由叶昌炽撰写，墓道有牌坊和石像生。。1935年被盗。
陆润庠工書法，擅行楷，意近歐、虞。

## 家庭

### 祖先
- 始祖陆希安，字康侯，唐朝宰相陆贽陆宣公后裔。
- 九世祖陆廷楫，字彦超，湖州府归安县庠生；世居归安县双林镇，顺治初年入籍苏州。
- 七世祖陆肯堂（1650—1696）系康熙二十四年（1685年）状元。
- 六世祖陆赐书，康熙四十五年（1706年）丙戌科进士。
- 六世伯祖陆秉鑑，康熙四十二年（1703年）癸未科进士。
- 本生高祖陸景曾為直隸靜海縣尉; 嗣高祖陸企曾為太學生早逝，嗣景曾長子陸文為後。
- 曾祖陆文，字少游，行医，著有《医门良方所见录》。其子陆嵩編輯《己未諸生案始末》后附錄張肇辰撰《陸少游先生墓志銘》[5]
- 祖父陆嵩，字希松，行医，著有《医门辨证方》; 及記錄嘉慶四年（1799年）蘇州生員抗議縣官毆打生員事件的《己未諸生案始末》一卷[5][6]，及《意苕山舘詩稿》十六卷[7]
- 父亲陆懋修，字九芝，官直隶州判。著有《世补斋医书》

### 妻妾
- 妻，松江吴氏，生一子一女。女儿嫁李凤苞道台之子。

### 子女
- 嫡子陆家振
- 庶子陆宗振（-1940），号麟仲，在青岛做房地产生意，善绘画、昆曲，纳北京名妓贝京，享年44岁。庶女静钰，嫁顾姓

### 孫子
- 陆同声，陆宗振之子，圣约翰大学文学士，未婚
- 陸瑞徵，妻關文蔚戲曲家，國共內戰遷往台灣。

### 曾孫
- 陸世逵，妻:許氏。父:陸瑞徵。

### 玄孫女
- 陸怡安，父:陸世逵。台灣溜冰國手。
  - 兒子：陸
- 陸怡萍，父:陸世逵。
  - 女兒：簡

## 故居
- 陆润庠故居，江苏省苏州市姑苏区金阊街道阊门内下塘街10号

## 延伸阅读
[在维基数据编辑]
 《清史稿/卷472》，出自趙爾巽《清史稿》
 在维基共享资源阅览影像
| 官衔          | 官衔                                                                                    | 官衔            |
| ------------- | --------------------------------------------------------------------------------------- | --------------- |
| 前任： 鹿傳霖 | 工部漢尚書 光緒三十一年十二月庚戌－光緒三十二年九月甲寅 （1906年1月6日－1906年11月6日） | 繼任： 職務裁撤 |
| 前任： 鹿傳霖 | 吏部尚書 光緒三十三年五月己亥－宣統元年十一月丙寅 （1907年6月19日－1910年1月1日）       | 繼任： 李殿林   |